# Cuore peloso
Cuore peloso è un album di Andrea Poltronieri di tipo studio.
È composto da 13 brani musicali, alcuni parodie di altre canzoni famose (indicate tra le parentesi), altri creati direttamente da Poltronieri, altri ancora di tipo strumentale.

## Tracce
| #   | Titolo della canzone          | Titolo della canzone originale         | Artista della canzone originale          | Durata | Particolarità |
| --- | ----------------------------- | -------------------------------------- | ---------------------------------------- | ------ | ------------- |
| 1.  | Zinc                          | Think                                  | Aretha Franklin                          | 2:38   | -             |
| 2.  | Maria                         | Maria                                  | Ricky Martin                             | 2:53   | -             |
| 3.  | Le ragazze                    |                                        |                                          |        |               |
| 4.  | Don Mario l'è un gay          | Penso positivo Don't Leave Me This Way | Jovanotti Harold Melvin & the Blue Notes | 2:44   | -             |
| 5.  | Sat cori tal ciapi            | Don't Worry, Be Happy                  | Bobby McFerrin                           | 1:57   | -             |
| 6.  | Zinc putan e un gay           | Think About The Way                    | Ice MC                                   | 1:57   | -             |
| 7.  | Faccia da spastic             | Boombastic                             | Shaggy                                   | 0:57   | -             |
| 8.  | Shine on you crazy diamond    | Shine On You Crazy Diamond             | Pink Floyd                               | 5:09   | strumentale   |
| 9.  | Blade runner                  | Love theme                             | Vangelis                                 | 2:32   | strumentale   |
| 10. | Baker street                  | Baker street                           | Gerry Rafferty                           | 4:28   | strumentale   |
| 11. | Peter gun                     |                                        |                                          |        |               |
| 12. | Il buono il brutto il cattivo |                                        |                                          |        |               |
| 13. | So what?                      |                                        |                                          |        |               |